# Rico, Oskar und der Diebstahlstein (Roman)
Rico, Oskar und der Diebstahlstein ist ein Roman von Andreas Steinhöfel aus dem Jahr 2011. Es ist der dritte Band der Buchreihe um Rico und Oskar nach Rico, Oskar und die Tieferschatten (2008) und Rico, Oskar und das Herzgebreche (2009). Die Reihe erschien im Carlsen Verlag und wird ab 10 Jahren empfohlen. 2016 kam eine gleichnamige Verfilmung ins Kino.

## Handlung und Erzählweise
Die Handlung beginnt etwa ein Jahr nach dem Ende des Vorgängerbandes. Der „tiefbegabte“ Rico und sein hochbegabter Freund Oskar wohnen jetzt beide im selben Haus in der Dieffenbachstraße. Ricos Mutter und „der Bühl“, den sich Rico seit ihrer ersten Begegnung als Ersatzvater gewünscht hatte, sind ein Paar geworden. Ricos echter Vater lebt doch nicht mehr, er ist tatsächlich in Neapel und im Zusammenhang mit Fischen gestorben, da er dort von einem Fischtransporter überfahren worden ist (Rico hatte sich früher immer vorgestellt, er sei dort beim Angeln ertrunken).
Als der Nachbar Fitzke stirbt, vererbt er Rico seine Steinsammlung. Eines Abends hören Rico und Oskar jemanden die leerstehende Wohnung betreten und stellen später fest, dass ausgerechnet der Stein entwendet wurde, der Fitzke am meisten bedeutet hatte. Obwohl der Stein keinen materiellen Wert hat, wollen Rico und Oskar ihn wiederfinden. Ihre Suche führt sie an die Ostsee nach Prerow. Dort finden sie heraus, dass noch weitere Steine gestohlen wurden, darunter ein vermeintlich wertvoller Edelstein.
Die Freundschaft der beiden Jungen wird auf die Probe gestellt, als Rico erkennt, dass Oskar sich für den Stein, der für Rico ein wichtiges Erinnerungsstück ist, gar nicht interessiert, sondern nur ausreißen und an die Ostsee fahren wollte, um dem Konflikt mit seinem Vater zu entgehen. Nachdem sie eine Weile getrennte Wege gehen, entwickeln sie ein neues Verständnis füreinander und nehmen die gemeinsame Suche wieder auf. Mit Hilfe des gehörlosen Jungen Sven, den Rico bei den Ermittlungen im ersten Band kennengelernt hat und den Rico und Oskar im Zug wiedergetroffen haben, können sie die Diebin – die Enkelin einer Nachbarin, die lange vor Rico in die Dieffenbachstraße zog und Selbstmord im Hinterhaus beging – aufspüren. Die anderen Steine stellen sich ebenfalls als wertlos heraus, und Rico und Oskar fahren zurück nach Berlin.
Dort findet die Geschichte ein glückliches Ende: Rico versöhnt sich mit der Familie der Steindiebin. Rico und Oskar haben in Sven einen neuen Freund gefunden. Oskar versöhnt sich mit seinem Vater. Ricos Mutter und „der Bühl“ heiraten und erwarten ein Kind. Ricos Mutter eröffnet mit ihrer besten Freundin ein eigenes Geschäft. Zum Schluss schmückt Rico mit Fitzkes Steinsammlung dessen Grab und sinniert über den Wert von Erinnerungen.
Wie in den Vorgängerbänden ist die Geschichte aus Ricos Sicht erzählt, der sie in seinem charakteristischen Erzählstil mit vielen kleinen Exkursen zu Wörtern und deren Bedeutung in seinem Tagebuch festhält.

## Rezeption
Die Rezensentin Andrea Barthélémy stellte fest, an diesem Buch stimme „einfach alles“. Es sei die „Spannung zwischen Action und großer Gefühlstiefe, zwischen Drama und überbordendem Witz mit viel Berliner Schnauze“, die die Bücher „so gelungen und besonders“ mache. Eva-Maria Magel lobte die Entwicklung der Geschichte, in der alle Figuren dazulernen und über sich hinauswachsen, wobei Steinhöfel einige „Kitschklippen“ knapp vermieden habe. Die Bilder, die Steinhöfel für Gefühle finde, seien für Kinder verständlich, aber auch Erwachsene dürften beeindruckt sein von Ricos feinfühliger Analyse seiner Mitmenschen. Ein Höhepunkt des Buches seien ein weiteres Mal die Illustrationen und Ricos komische Worterklärungen. Zwar stoße der Widerspruch zwischen Ricos Naivität und seiner herausragenden Erzählkunst auch in diesem Buch an die Grenzen der Glaubwürdigkeit. Trotzdem sei Steinhöfel zu wünschen, dass er nach Abschluss der Trilogie eine neue Figur erschaffen könne, die „so wahrhaftig und zugleich humorvoll“ wie Rico ist.

## Ausgaben
Sowohl die gebundene Ausgabe (ISBN 978-3-551-55572-4) als auch das Taschenbuch (ISBN 978-3-551-31289-1) erschienen mit Illustrationen von Peter Schössow im Carlsen Verlag.
2011 erschien ein Hörbuch, gelesen vom Autor, im Silberfisch Verlag (ISBN 978-3-86742-069-3).

## Adaptionen

### Hörspiel
Eine Hörspielbearbeitung unter der Regie von Judith Lorentz erschien im Silberfisch Verlag (ISBN 978-3-86742-140-9).

### Verfilmung
Der Film Rico, Oskar und der Diebstahlstein von Neele Vollmar kam 2016 in die Kinos.

### Theater
Eine erste Produktion wurde 2021 auf der Vorpommersche Landesbühne aufgeführt.
2023 wurde es am Landestheater Linz aufgeführt mit Karina Pele und Isabella Campestrini in den Hauptrollen unter der Regie von Tanja Regele.